# François Kalist
François Kalist, né  le 30 octobre 1958 à Bourges, est un évêque catholique français, archevêque de Clermont depuis 2016.

## Biographie

### Études
Après avoir été élève en classes préparatoires du lycée Henri-IV à Paris, François Kalist entre au séminaire. Il effectue son premier cycle de philosophie et de théologie à l'université pontificale grégorienne et au séminaire des Carmes à Paris. 
Il effectue son second cycle de théologie au séminaire français de Rome. Il termine ses études à l'Institut catholique de Paris, obtenant une licence en théologie dogmatique et une habilitation au doctorat en théologie.

### Prêtre
Ordonné prêtre le 21 décembre 1986 pour le diocèse de Bourges, il est vicaire de 1987 à 1999 à Vierzon tout en enseignant la théologie au séminaire interdiocésain d'Orléans de 1990 à 2001.
Il est ensuite curé du doyenné de Vierzon-Sologne de 1999 à 2000 puis curé de Levroux, Valençay et Chabris de 2001 à 2007 et enfin curé d'Henrichemont, Saint-Martin-d'Auxigny et Les Aix-d'Angillon depuis 2008.
Par ailleurs, au niveau diocésain, il est responsable de la formation permanente depuis 2001, vicaire épiscopal chargé de la proposition de la foi depuis 2002 et délégué adjoint à l'œcuménisme depuis 2004.

### Évêque

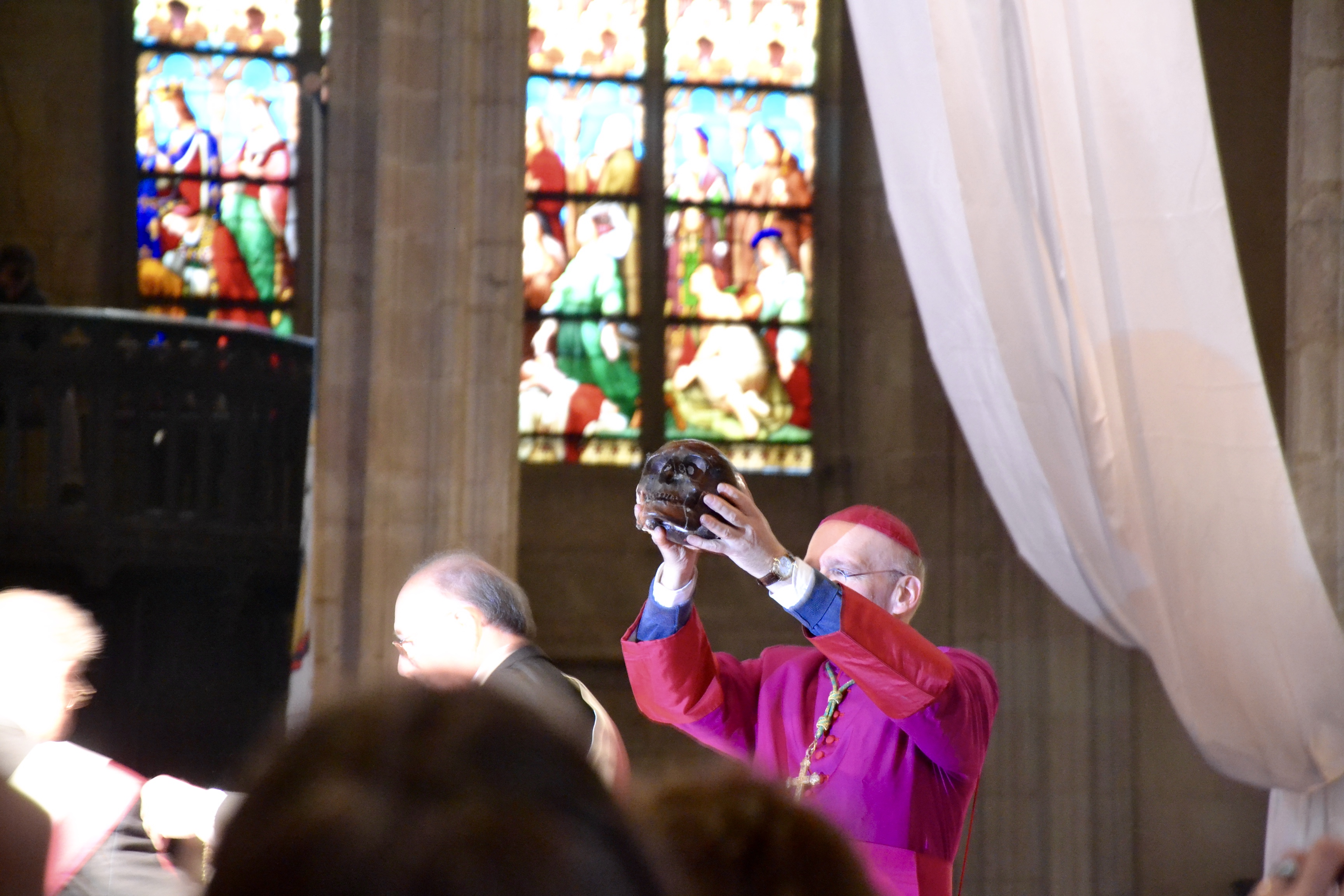
François Kalist portant le crâne supposé de saint Martial lors des Ostensions de Limoges en 2016.

Il est nommé évêque de Limoges le 25 mars 2009 en remplacement de Christophe Dufour, transféré à Aix-en-Provence en 2008. 
Il est consacré le 17 mai 2009 par Albert Rouet, archevêque de Poitiers, assisté par Armand Maillard, archevêque de Bourges et Christophe Dufour, archevêque coadjuteur d'Aix.

### Archevêque
Il est nommé archevêque de Clermont le 20 septembre 2016 en remplacement de Hippolyte Simon ayant démissionné pour raison de santé. Il est installé en la cathédrale de Clermont le premier dimanche de l'Avent 2016 en présence notamment des trois évêques de la province d'Auvergne : Laurent Percerou, évêque de Moulins, Luc Crépy alors évêque du Puy et Bruno Grua, évêque de Saint-Flour.
Au sein de la Conférence des évêques de France, il est membre de la commission épiscopale pour la catéchèse et le catéchuménat.

## Succession apostolique
François Kalist a ordonné les évêques suivants :
- Évêque Marc Michel Beaumont (2021)
- Évêque Didier Fernand Gabriel Noblot (2021)
- Évêque Yves Baumgarten (2022)

### Devise épiscopale
« Ut omnes unum sint » (« Que tous soient un ») (Jn 17,21).